# Спартак (станція метро)
55°48′55″ пн. ш. 37°26′33″ сх. д. / 55.81528° пн. ш. 37.44250° сх. д.
«Спарта́к» (рос. Спартак) — станція Тагансько-Краснопресненської лінії Московського метрополітену. Розташована між станціями «Щукинська» і «Тушинська» приблизно за 600 — 700 м на південний схід від останньої. Об'єкт було закладено під пікетом ПК0160 + 4 для відкриття у складі Краснопресненського радіуса в 1975 році, але через непотрібність було недобудовано і незабаром законсервовано. Декілька десятиліть об'єкт був відомий під проектною назвою «Волоколамська» і був найстарішою недобудованою станцією у Московському метрополітені.
Одночасно з початком розвитку інфраструктури на місці Тушинського летовища було вирішено розконсервувати станцію. Добудова розпочалася в 2013 році, а 27 серпня 2014 станція була відкрита. У безпосередній близькості від неї розташовується домашній стадіон футбольного клубу «Спартак» — «Відкриття Арена» (відкритий в той же день).

## Вестибюлі
Станція має два підземних вестибюля — північний і південний.
Північний вестибюль станції — наземний, розташований ближче до стадіону і прикрашений орнаментальною тематикою футбольного клубу: червоні ромби-світильники на стелі, ромби в ґратах, червоні смужки на колонах, а також логотип клубу на склі, що освітлює похилий хід.
Південний вестибюль — підземний, має сходи, ліфт для маломобільних пасажирів і підйомник для інвалідних візків.

## Технічна характеристика
Конструкція станції — колонна трипрогінна мілкого закладення (глибина закладення —10 м), споруджена за типовим проектом зі збірних конструкцій.

## Колійний розвиток

Схема колійного розвитку станції «Спартак», до 22 червня 2014 колійний розвиток підпорядковувався станції «Тушинська»

Станція з колійним розвитком — 2 стрілочних переводи і пошерсний з'їзд

## Оздоблення
Підсумкова концепція оздоблення станції передбачала дві теми: символіку футбольного клубу «Спартак» та олімпійського руху. Зокрема, на колійних стінах розміщені ударостійкі скляні панно з малюнками на футбольну тематику. Колони оздоблені білим мармуром. У проекті вони також були прикрашені червоними вставками, але в реальності були встановлені вставки металевого кольору.